# Municipio de Shell Valley
El municipio de Shell Valley (en inglés: Shell Valley Township) es un municipio ubicado en el condado de Rolette en el estado estadounidense de Dakota del Norte. En el año 2010 tenía una población de 449 habitantes y una densidad poblacional de 4,8 personas por km².

## Geografía
El municipio de Shell Valley se encuentra ubicado en las coordenadas 48°46′6″N 99°50′26″O / 48.76833, -99.84056. Según la Oficina del Censo de los Estados Unidos, el municipio tiene una superficie total de 93.54 km², de la cual 92,15 km² corresponden a tierra firme y (1,48 %) 1,39 km² es agua.

## Demografía
Según el censo de 2010, había 449 personas residiendo en el municipio de Shell Valley. La densidad de población era de 4,8 hab./km². De los 449 habitantes, el municipio de Shell Valley estaba compuesto por el 6,9 % blancos, el 91,98 % eran amerindios y el 1,11 % eran de una mezcla de razas. Del total de la población el 0 % eran hispanos o latinos de cualquier raza.